# ترانزاکوآ
ترانزاکوآ (به ایتالیایی: Transacqua) یک منطقهٔ مسکونی در ایتالیا است که در ترنتینو واقع شده‌است. ترانزاکوآ ۳۵٫۶ کیلومتر مربع مساحت و ۲٬۰۰۷ نفر جمعیت دارد و ۷۵۰ متر بالاتر از سطح دریا واقع شده‌است.